# مقابر الأسود (العلا)
مقابر الأسود هي مجموعة من المقابر الأثرية منحوت على واجهتها رسم لأربعة أسود، تقع في العلا غرب المملكة العربية السعودية، وتبعد مسافة 25 كم جنوب مدائن صالح. يعود تاريخها إلى القرن الخامس قبل الميلاد أي في الفترة الأولى من مملكة دادان التي كانت تحكم المنطقة تلك الفترة.

## الاكتشاف
هي من الآثار المكتشفة في العام 1914 إلى جانب نحت الأسد واللبوة التي ترضع وليدها جنوب موقع الخريبة، يعود أصلها إلى القرن الخامس قبل الميلاد وهي من آثار مملكة لحيان.

## الوصف
هي عبارة عن فجوات منحوتة بتصميم مستطيل الشكل تتباين ألوانها بين الأحمر والأبيض، وتبلغ أبعادها الأربع 80 سم وعمقها مترين. سميت مقابر الأسود بهذا الاسم نتيجة لنحت الأسد الذي يعلو واجهات مقابرها، ويذكر الباحثون أن اختيار رسم الأسد على واجهات هذه المقابر كان بسبب ما يمثله الأسد من رمز للقوة والمنعة في ثقافات العالم القديم.